# Modra (Bosznia-Hercegovina)
Modra  falu Bosznia-Hercegovinában, a Bosznia-hercegovinai Föderáció Una-Szanai kantonjában, Sanski Most községben.

## Fekvése
Bosznia-Hercegovina északnyugati részén, Bihácstól légvonalban 46, közúton 82 km-re keletre, Sanski Mosttól légvonalban 18, közúton 22 km-re északnyugatra fekvő dombos, erdős területen, a Modrašnica-patak völgyében és a környező dombokon fekszik.

## Népessége
| Nemzetiségi csoport | Népesség 1991 | Népesség 2013 |
| ------------------- | ------------- | ------------- |
| Szerb               | 0             | 0             |
| Bosnyák             | 508           | 595           |
| Horvát              | 0             | 0             |
| Jugoszláv           | 0             | 0             |
| Egyéb               | 70            | 0             |
| Összesen            | 578           | 595           |

## Története
A települést már a 16. századi török defterek is említik, mint a Kamengradi náhije egyik faluját.
1941. szeptember végén a Petar Đurašinović parancsnoksága alatt állt partizán lovasszázad megtámadta a modrai usztasa helyőrséget. A lovasok soviniszta alapon bosszúból több házat felgyújtottak a faluban, amit az usztasák a partizánok elleni propagandára használtak fel. A későbbi pártkonferenciákon mindenkit kritizáltak, aki a falu felgyújtásáért volt felelős.
A boszniai háború és e területek szerbek általi elfoglalása előtt az itteni muszlim gyülekezet mintegy 150 háztartást számlált, amelyeket az utolsó emberig elűztek, vagyonukat pedig megsemmisítették. A modrai gyülekezet magánvagyonával együtt a mecset is megsemmisült. Nem tudni, hogy a mecset pontosan mikor épült, de az ismert tény miatt, hogy először 1941-ben rombolták le, a feltételezések szerint a 20. század eleje táján építhették. A megszállás megszűnése és az első gyülekezeti tagok hazatérése után, 1996-1997-ben a mecsetet felújították és 2006. július 29-én hivatalosan is megnyitották.
Az állandó imám szolgálatot ebben a gyülekezetben a következő imámok végezték: Baraković efendi (Tuzlából), Ale Grbić, Salih Nasufović, Mumin Delic, Huskić efendi, Husein Mašinović, Muharem Hrnjić, Fuad Sedić, Sejfo Seferović, Husein Pehlić, Mirzet efendi, Samil Senad, Rekić efendi, Muhamed Pašalić, Nisvet Horozović és Ibro Halilović efendi, a gyülekezet jelenlegi imámja. Ibro Halilović 2019. május 1-jén kezdte meg imámi szolgálatát ebben a gyülekezetben. A híresebb imámok közül, akik ebben a gyülekezetben dolgoztak, két nagy alim emelkedik ki, Ale Grbić és Salih Nasufović, akik Isztambulban tanultak, és egy ideig a Modra gyülekezetben szolgáltak. E kettőn kívül ebben a gyülekezetben szolgált rövid ideig dr. Fuad Sedić efendi is, aki ma a Bihaći Iszlám Pedagógiai Akadémia elismert professzora.

## Nevezetességei
A falu központjában álló mecset a minarettel feltehetőan a 20. század elején épült. 1941-ben és 1995-ben lerombolták, de mindig újjáépítették. Legutóbb 2006. július 29-én nyitották meg hivatalosan.